# 賈凡 (歌手)
贾凡（1991年5月5日—），出生於濱州博興，中國青年男中音歌手、歌劇及音樂劇演員，美國茱莉亞學院全A碩士畢業。2018年參與錄製湖南卫视原創新形態聲樂演唱節目《声入人心》。2019年5月，被授予“新時代齊魯最美青年”榮譽稱號。

## 早年經歷
2012年中，贾凡榮獲首屆全國高等專業藝術院校大學生義大利歌曲比賽三等獎，是本次比賽獲獎選手中唯一來自综合類師範院校的大學生。年底舉辦獨唱音樂會。
2013年，全額獎金錄取為美國曼哈頓音樂學院研究生。次年，又成功考取被譽為音樂界哈佛茱莉亞學院，成為該學年茱莉亞學院和茱莉亞歌劇中心錄取的唯一男中音和亞裔研究生。
2015年，做客母校山東師範大學舉辦的“音苑面對面”访谈，並舉行學習匯報音樂會。
在美期間曾兩次受邀参加美國久負盛名的阿斯彭音乐节，成为中國歷史上第一位連續兩次在阿斯彭音乐节擔綱主要角色的中國籍藝人。2017年，凭借4A成绩从茱莉亚学院硕士毕业。

## 演藝經歷
2018年，贾凡以男中音演唱成员身份初登亮相《聲入人心》第一季。
2019年2月19日，隨MXH36部分成員參加湖南衛視《2019元宵喜樂會》。3月8日，作为特邀嘉賓與女高音歌唱家許蕾合作演唱一首巴洛克時期亨德爾的二重唱《你是我悲傷的始作俑者》，共同完成了“一場女性的巴洛克音樂會”。5月1日，與MXH36成員李向哲、石凱、馬佳共同參加在廣州舉辦的「CICF米飯節·歡樂『攪和』音樂分享會」。5月3日，隨MXH36參加「成都音樂盛典·成都ART音樂節」。6月8日參加“你眼裡的藍·美聲男團2019巡迴演唱會”。7月成為摩凡陀品牌先鋒。9月6日，《聲入人心》第二季第八期播出，贾凡在这期节目中担任幫唱嘉宾。9月10日，在京出席《時光的旋律》第二季首映式 。9月30日，在上海東方藝術中心舉辦《凡·之聲》個人音樂會。10月10日至11日，主演音樂劇《九九艷陽天》青春版，出演“四班長李進”一角。

## 音樂作品

### 音樂會演出曲目
畢業獨唱音樂會演出曲目有《暴風驟雨》（Sorge infausta una puocella）、《美麗的甦醒》（Let Beauty Awake）、《搖籃》（Les Berceaux）、《淚洪》（Wasserflut）、《我不再爱你》、《你赢得了訴訟？》、《望鄉詞》。
學習匯報音樂會演出曲目有《來吧 死亡》（Come away, death）、《啊，我的情人》（O Mistress mine)、《不惧冬風凛冽》（Blow, blow, thou winter wind）、《没有，只有他知道》（Нет, только тот, кто знал）、《我打开窗户》（Растворил я окно）、《Lean away》、《你赢得了诉讼？》、《龍的傳人》。

### 聲入人心演出曲目
| 播出時間   | 曲目                          | 演唱形式＆合作者     | 備註                                          |
| ---------- | ----------------------------- | -------------------- | --------------------------------------------- |
| 2018.11.02 | 手挽手                        | 试唱（獨唱）         | 哈薩克民歌                                    |
| 2018.11.16 | 翅膀                          | 試唱（二重唱陸宇鵬） | [ 21 ]                                        |
| 2018.11.23 | 跟著你到天邊                  | 二重唱陸宇鵬         | 電影《歸來》主題曲                            |
| 2018.11.30 | 絨花                          | 二重唱陸宇鵬         | 電影《芳華》片尾曲                            |
| 2018.12.02 | vorausbestimmung              | 試唱（獨唱）         | Viktor Ullmann的聲樂套曲 Liederbuch des Hafis |
| 2018.12.07 | 生命的河                      | 二重唱阿雲嘎         | 電影《1942》片尾曲                            |
| 2018.12.21 | Can you feel the love tonight | 三重唱蔡程昱、丁輝   | 動畫電影《獅子王》插曲                        |
| 2019.01.04 | 在殿堂深處                    | 二重唱蔡程昱         | 歌劇《採珠人》選段                            |
| 2019.01.18 | 光之心                        | 大合唱MXH36          | 綜藝節目《聲入人心》第一季主題曲              |

## 節目演出
| 年份   | 頻道/平台  | 節目名稱                    | 備註                            |
| ------ | ---------- | --------------------------- | ------------------------------- |
| 2013年 | 中央電視台 | 歡樂一家親                  | 演唱曲目《陽光路上》            |
| 2018年 | 湖南衛視   | 聲入人心第一季              | 演唱成員                        |
| 2019年 | 湖南卫视   | 2019元宵喜樂會              | 演唱曲目《啊，朋友再見》        |
| 2019年 | 湖南卫视   | 紀念五四運動100周年文藝晚會 | 演唱曲目《畢業歌+長城謠、國家》 |
| 2019年 | 湖南卫视   | 巔峰之夜                    |                                 |
| 2019年 | 湖南卫视   | 聲入人心第二季              | 學長幫唱-演唱曲目《秋日》       |
| 2019年 | 湖南卫视   | 時光的旋律第二季            | 演唱曲目《七子之歌—澳门》       |

## 外部連結
- 賈凡的新浪微博
- :Excerpt from Mozart's 'Così fan tutte' | Juilliard Fabio Luisi Vocal Arts Master Class（页面存档备份，存于）